# Rio dos Peixes (vattendrag i Brasilien, Mato Grosso, lat -10,70, long -57,93)
Rio dos Peixes är ett vattendrag i Brasilien.   Det ligger i delstaten Mato Grosso, i den centrala delen av landet, 1 200 km nordväst om huvudstaden Brasília.
Omgivningarna runt Rio dos Peixes är huvudsakligen savann. Trakten runt Rio dos Peixes är nära nog obefolkad, med mindre än två invånare per kvadratkilometer.